# Hieronymus David Gaub

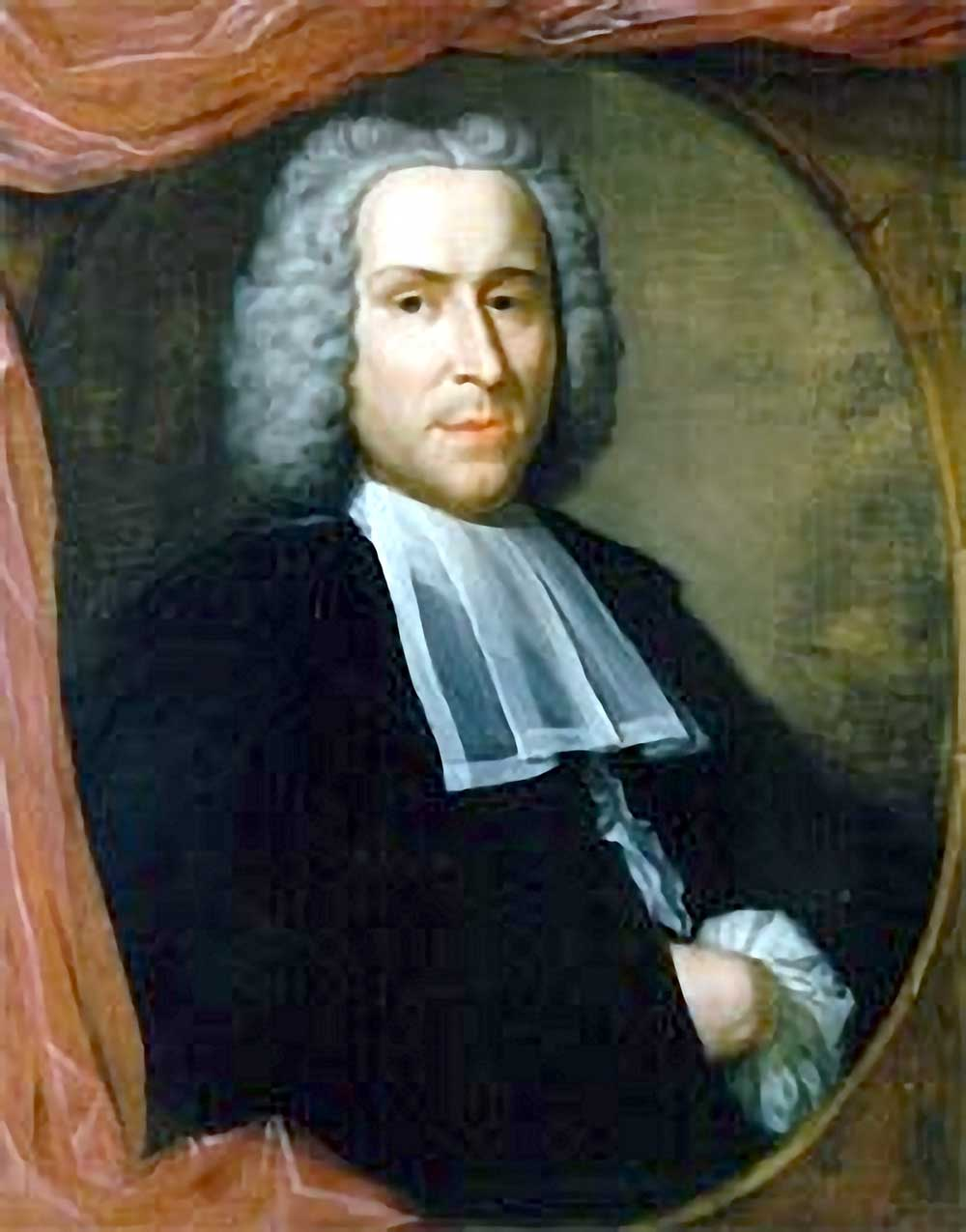
Hieronymus David Gaub

Hieronymus David Gaub (auch: Gaubius, Gaube, und David Hieronymus Gaub; * 24. Februar 1705 in Heidelberg; † 29. November 1780 in Leiden) war ein deutscher Mediziner, Stadtarzt in Deventer und Chemiker sowie Professor der Medizin und der Pathologie in Leiden.

## Leben
Gaub stammte aus einer wohlhabenden protestantischen Familie. Sein Vater war der Hutmacher und Älteste Kirchenvorsteher Johann Christoph Gaub, und seine Mutter hieß Anna Katharina (verwitwete Nagel). Er hatte seine erste Ausbildung auf der katholischen Jesuitenschule seiner Heimatstadt erhalten. Aus religiösen Gründen wünschte der Vater, dass Hieronymus David seine Ausbildung in Halle (Saale) bei August Hermann Francke an dessen Waisenhausschule fortsetzen sollte. Die strenge Erziehung in Halle weckte bei Gaub alles andere als ein Interesse daran, seine intellektuellen Geistesanlagen weiterzuentwickeln. So beurteilte Franke später dem Vater gegenüber, er wäre nur zum Kaufmann zu gebrauchen und besitze keine Talente, eine akademische Laufbahn zu verfolgen.
Daher entschied sich sein Vater, ihn nach Amsterdam zu schicken, wo der Onkel von Hieronymus David, Johannes Gaub, als Stadtarzt wirkte. Von diesem wurde in dem jungen Gaub ein Interesse an den medizinischen Wissenschaften geweckt. Mit Einwilligung des Vaters begann er ein Studium der medizinischen Wissenschaften an der Universität Harderwijk. Hier hatte er sich am 1. Juni 1722 immatrikulieren lassen, hatte die dortigen Vorlesungen besucht und besonders jene von Bartholomaeus de Moor (1649–1724). Ein Jahr später wechselte er an die Universität Leiden, wo sich das damalige europäische Zentrum der Medizin etablierte. Seine Lehrer wurden der große Herman Boerhaave, Hermannus Oosterdijk Schacht, Bernhard Siegfried Albinus und David van Royen.
Durch seinen Eifer erwarb er sich die Achtung seiner Lehrer und wurde liebster Schüler des Boerhaave. Unter Boerhaave promovierte er am 24. August 1725 zum Doktor der Medizin mit der Abhandlung Dissertatio, qua idea generalis solidarum corporis humani partium exhibetur. Diese Abhandlung, in welcher er gegen den Animismus und die prästabilierte Harmonie des Georg Ernst Stahl polemisierte, sollte später im Druck erscheinen. Nach seiner Promotion ging er für ein Jahr nach Paris, wo er seine klinischen Studien fortsetzte. Nach kurzem Aufenthalt in Straßburg und Heidelberg kehrte er nach Holland zurück. Er ließ sich auf Rat seines Onkels in Deventer nieder, wo er 1726 zum Stadtphysikus ernannt wurde.
Der Ausbruch einer mörderischen Epidemie 1727 in Amsterdam veranlasste die Behörden, Gaub dorthin zu berufen. Hier fand er die Gelegenheit, seine praktischen und wissenschaftlichen Möglichkeiten zu zeigen, und konnte so das in ihn gesetzte Vertrauen bestens rechtfertigen. Sein Einsatz in Amsterdam hatte 1730 eine Berufung als Nachfolger Boerhaaves, als Professor der Chemie (Lector chemiae) in Leiden zur Folge. Jenes Amt trat er am 21. Mai 1731 mit der Rede Oratio, qua ostenditur, Chemiam artibus academicis jure esse an.
Am 20. September 1734 wurde er zudem Professor der medizinischen Pathologie und übernahm damit Boerhaaves Lehrstuhl für Medizin. Seit 1764 unterrichtete er nicht mehr in Chemie. Er blieb jedoch Direktor des chemischen Laboratoriums, auch nachdem Gualtherus van Doeveren als Professor nach Leiden gekommen war.
1760 war er Leibarzt des Prinzen Wilhelm V. von Oranien geworden. Sein Ruf war so groß, dass die russische Zarin Elisabeth vergeblich versuchte, ihn als Leibarzt zu gewinnen. Zudem beteiligte er sich auch den organisatorischen Aufgaben der Leidener Hochschule und war in den Jahren 1746/47, 1762/63, 1774/75 Rektor der Alma Mater. Bei der Niederlegung dieser Ämter hielt er die ersten beiden Male eine Rede De regimine mentis quod medicorum est (veröffentlicht 1764) und das letzte Mal am 9. Februar 1775 De admirandis divinae providentiae documentis in condenda, tuenda et amplificanda Academia Lugduno-Batava. Am 20. Mai 1775 wurde er aus Altersgründen von den Kuratoren der Leidener Hochschule aus seiner Professur emeritiert. Seit 1754 war er Ehrenmitglied der Russischen Akademie der Wissenschaften in Sankt Petersburg.

## Wirken
Gaub, als Schüler Boerhaaves, war mit umfassenden chemischen, physikalischen und medizinischen Kenntnissen ausgebildet. So konnte er sich von den Einseitigkeiten der animistischen, chemischen und physikalischen Lehren seiner Zeit verhältnismäßig befreien und bewahrte sich so ein möglichst unabhängiges und eigenes Urteil. Er war einer der ersten, der die  Lehre von der Irritabilität des Albrecht von Haller für die Deutung physiologisch-pathologischer Vorgänge verwendet hat. So erklärte er die physiologischen und pathologischen Vorgänge animistisch, nach dem chemischen Wissen seiner Zeit, auf den Grundlagen der damaligen Kenntnisse der Mathematik und Physik. Er akzeptierte Stahls Anima-Lehre zum Vitalismus akzeptierte, die aus moderner Sicht unklar und verschwommen erscheint und zu keiner Einheit in ihren grundsätzlichen Ausführungen führt.
Seine Vorlesungen über Chemie und Medizin wurden zu seiner Zeit sehr geschätzt. Mit seinen Studenten führte er in seinem Labor eine Reihe von Untersuchungen durch, wie eine Vielzahl akademischer Dissertationen beweist. So z. B. untersuchte er das Wasser der Nordsee entlang der Küste, beschäftigte sich mit der Flüchtigkeit ätherischer Öle (entdeckte so das Menthol im Pfefferminzöl) und untersuchte die medizinische Verwendung von Zinkoxid. Er setzte Chlor bei der Bekämpfung der Pest ein und verwendete dieses bei der Reinigung pestverseuchter Zimmer und Häuser.
Zudem hatte er sich auch mit dem Studium niederer Tiere beschäftigt, wie seine Übersetzung Johannes Swammerdams Bijbel der Natuur of Historie der Insecten (frei deutsch übersetzt: Bibel der Natur und Geschichte der Insekten) zeigt und zu einer Insektensammlung führte, die nach seinem Tod verkauft wurde. Sein Hauptwerk sind die Institutiones pathologiae medicinalis, die als maßgebliches Lehrbuch der Pathologie zwischen 1758 und 1784 elf Mal neue Auflagen, auch in französischer und deutscher Sprache, erlebten.

## Schriften
- Dissertatio inauguralis de solidis humani corporis partibus. Leiden 1725.
- De vana vitae longae a chemicis promissa exspectatione. Leiden 1734.
- Libellus De Methodo Concinnandi Formulas Medicamentorum. Lugduni Batavorum : Apud Conradum Wishoff, 1739. Digitalisierte Ausgabe der Universitäts- und Landesbibliothek Düsseldorf
- Libellus de methodo concinnandi formulas medicamentorum. Leiden 1739, 1752, 1785, Paris 1749.
- Institutiones pathologiae medicinalis. Leiden 1758, Leipzig 1759, Leiden 1763. 8o. Venet. 1766, Leiden 1776, 1781, Wien 1781, Nürnberg 1787, Paris 1770 (in Französisch), Zürich 1781 (in Deutsch),  Berlin 1784, St. Petersburg, 1792 (auf Russisch). (Gaubs Hauptwerk).
- De Regimine Mentis, quod est Medicorum. Leiden 1764.
- Adversariorum varii argumenti. J. Luchtmans, Leiden 1771 (Digitalisat)
- Oratio panegyrica in auspicium seculi tertii Academiae Lugduno-Batavae 1775. Leiden 1775, (in die holländische Sprache übersetzt von P. van den Bosch) Leiden 1775.
- Opuscula academica omnia. Leiden 1787.
- Bijbel der Natuur, of Historie der Insecten. Leiden 1737 (holländische Übersetzung von Johannes Swammerdam)